# Ampelopsin A
Ampelopsin A je resveratrolni dimer prisutan u Ampelopsis glandulosa var. hancei (ranije A. brevipedunculata var. hancei).

## Spoljašnje veze
- kanaya.naist.jp/knapsack_jsp